# أفيش وتشبيه (مسلسل)
أفيش وتشبيه هو مسلسل تلفزيوني مصري أنتج عام 2006، من بطولة الثلاثي أحمد فهمي، شيكو، هشام ماجد، من إخراج عمرو سلامة ومحمد شاكر وتأليف هشام ماجد وأحمد فهمي.

## فكرة المسلسل
المسلسل في كل حلقة من حلقاته عبارة عن محاكاة ساخرة للأفلام العربية مختلفة

## طاقم العمل
- أحمد فهمي
- شيكو
- هشام ماجد
- علا رشدي
- فادي ابوالسعود
- وائل علاء
- عمرو زاده
- رانيا مسعد
- أحمد غريب
- محمد درديري
- أحمد عمرو
- داليا الجندي
- ياسمين كساب
- محمد ناير
- منى ممدوح
- دنيا مسعود
- ماجدة ماهر
- حمزة صلاح الدين

### إخراج
- عمرو سلامة
- محمد شاكر
- عمرو صلاح
- أحمد عمرو